# Jürgen Becher (Basketballspieler)
Jürgen Becher ist ein ehemaliger deutscher Basketballspieler.

## Laufbahn
1975 rückte Becher von der Jugend in die Basketball-Bundesliga-Mannschaft des 1. FC Bamberg auf. 1979 musste er mit den Oberfranken den Abstieg aus der ersten Liga hinnehmen. In der Zweitligasaison 1979/80 war Becher mit 271 erzielten Punkten hinter dem US-Amerikaner Kennith Sweet zweitbester Bamberger Korbschütze. 1982 trug er als drittbester Punktesammler der Mannschaft zum Bamberger Wiederaufstieg in die Bundesliga bei. Im Spieljahr 1982/83 ereilte ihn mit Bamberg der abermalige Abstieg aus der Bundesliga, um 1984 wieder in die höchste Spielklasse zurückzukehren. Das Aufstiegsjahr war Bechers letzte Saison in der Bamberger Herrenmannschaft.
Von 1995 bis 1997 bildete er mit Jochen Hirmke das Trainergespann beim FC Baunach (damals Oberliga).